# 博日寺
博日寺，位于青海省玉树藏族自治州囊谦县，是一座藏传佛教萨迦派寺院。

## 简介
博日寺距囊谦县城60多公里，建在悬崖峭壁间，海拔约4100米，属于悬空寺。藏语“博日”意为“经函”。博日寺创建于吐蕃时期。当地传说博日寺的创建者是西藏佛教后弘期“下路弘法”的三智者，三智者为避追杀而用骡子驮着佛经，从西藏阿里逃到青海境内，途经囊谦县的深山时，择定一处石窟藏经建寺，即为博日寺。博日寺起初属于宁玛派，后为直贡噶举派，最后在元朝改为萨迦派。
文革期间，该寺被毁，经卷、擦擦散落，断壁残垣中保留有彩绘壁画，到2015年壁画面积剩余约80平方米。壁画为宫廷风格，大量使用冷色调，完全采用矿物颜料，主要佛像包括“萨迦五祖”、“五方佛”、“尊胜塔”、“二臂大黑天”等，体态优美，神情静穆。2015年全国第一次可移动文物普查展开，玉树藏族自治州文物管理局派出考察队考察了博日寺遗址，发现了彩绘壁画。首都博物馆研究员黄春和、中国社会科学院研究员东主才让初步认定，该壁画为明代早期作品。黄春和初步认为，博日寺壁画似有早期“噶玛噶智画派”与“勉唐画派”兼容的画风。噶玛噶智画派、勉唐画派、钦则画派属唐卡的三大流派。